# زنبق بازمانده
زنبق بازمانده (نام علمی: Iris relicta) نام یک گونه از سرده زنبق است.